# ميس
المَيْس أو الشُّبَارق (الاسم العلمي: Celtis) (بالإنكليزية: Hackberry, بالفارسية: داغداغان) هو جنس نباتي يتبع فصيلة القنبية من رتبة الورديات. النوع الذي ينمو في بلاد الشام هو الميس القوقازي (الاسم العلمي: Celtis caucasica). يزهر في شهر نيسان / أبريل ويصل طوله إلى عشرين متر.

## صور

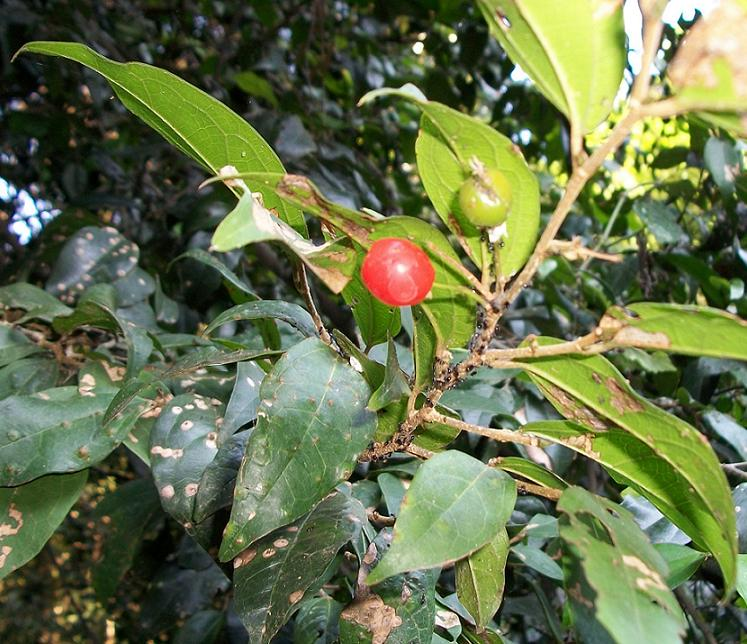
ميس ملدبريدي
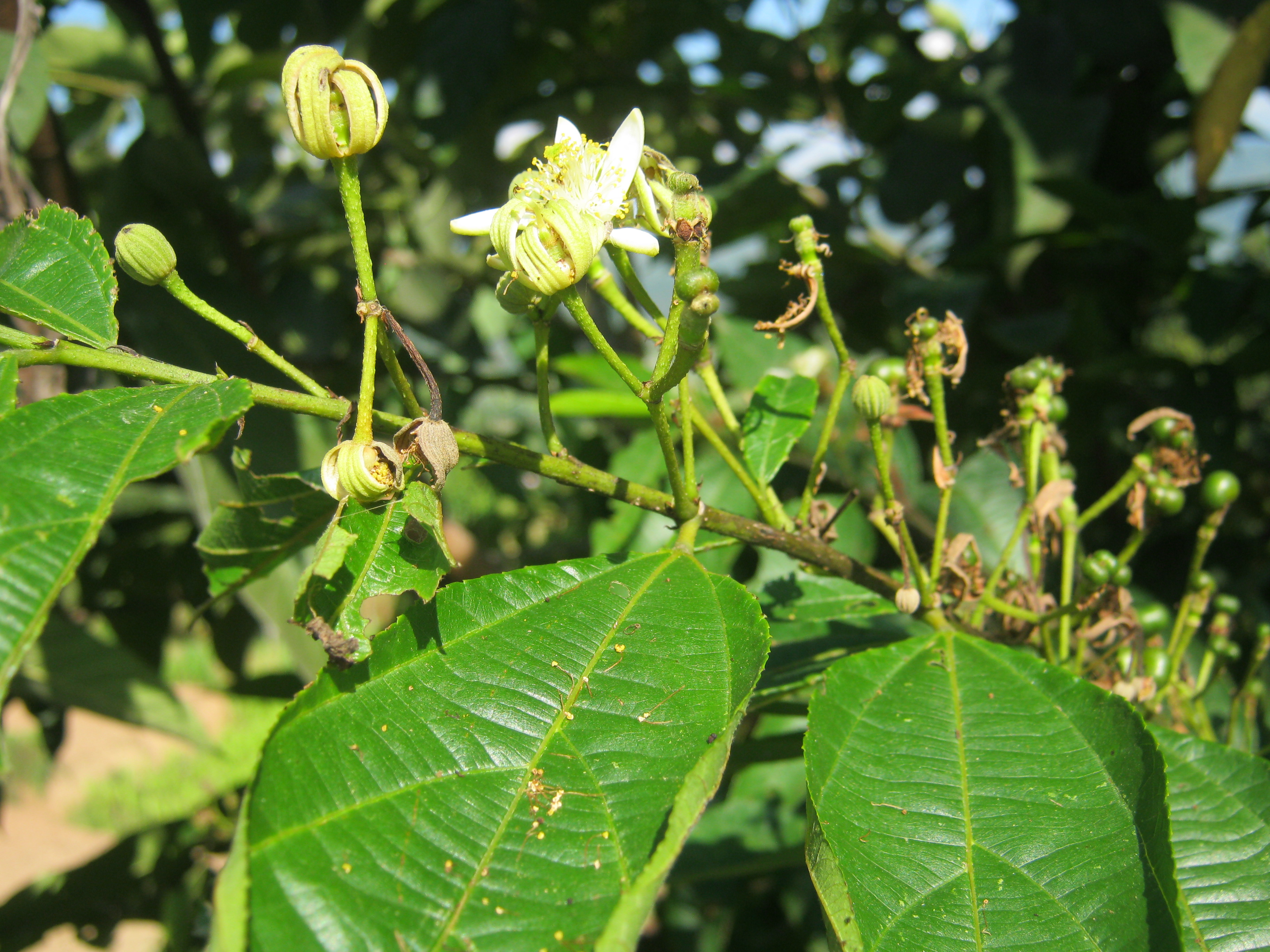
ميس جنوبي
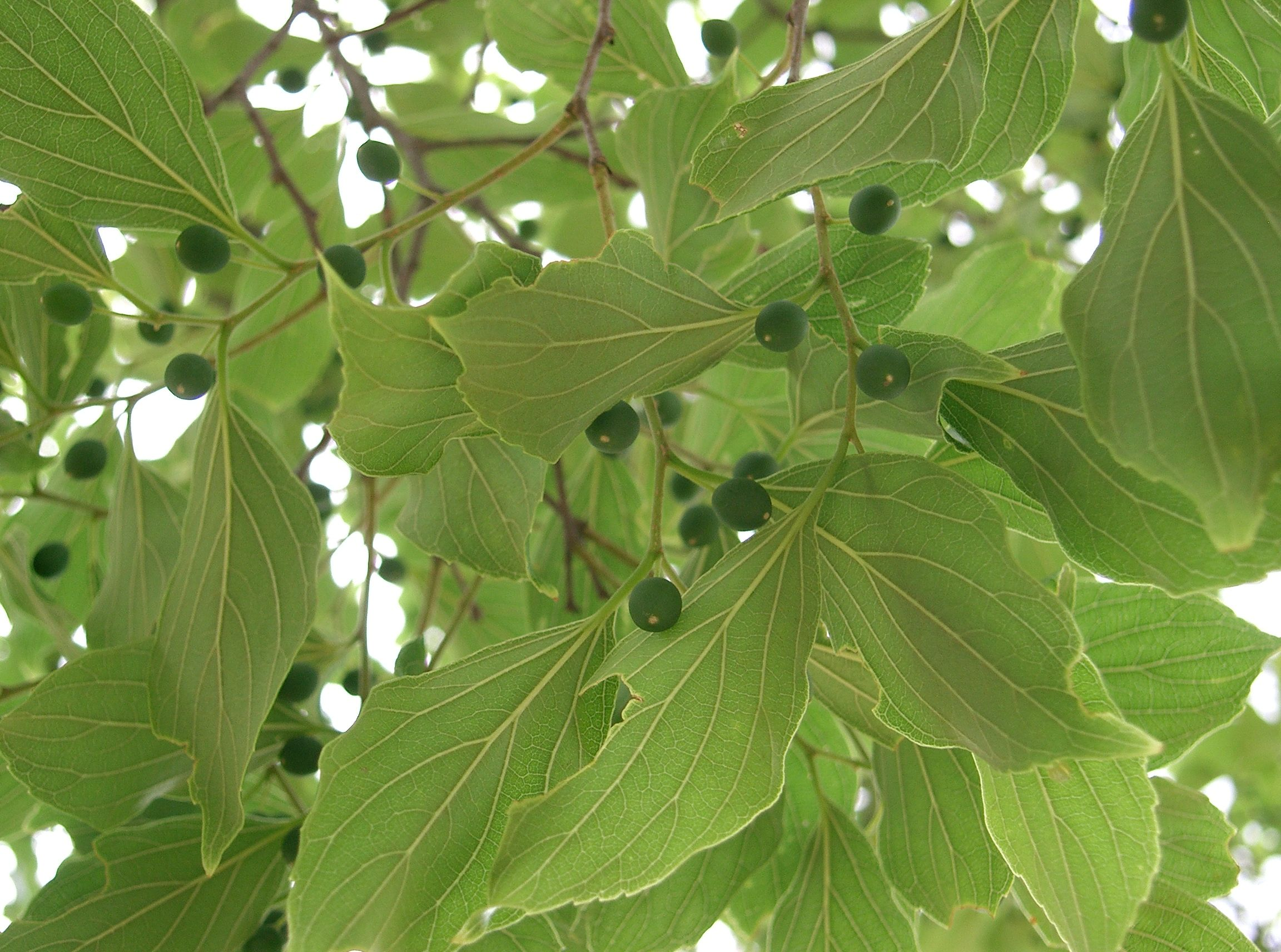
ميس صيني